# Vlasta Henych
Vlastimil Henych (* 14. března 1962 Praha), známý jako Vlasta Henych, je český metalový baskytarista a zpěvák, někdejší frontman black metalové hudební skupiny Törr, kterou po osobních neshodách opustil v srpnu 2010.
Následně založil vlastní projekt Henych 666. Byl také členem projektu Zemětřesení. Ovlivnili ho Venom a Celtic Frost. Jeho bratrancem je kytarista Petr Henych.